# John Kordic
John Nicholas Kordic, född 22 mars 1965, död 8 augusti 1992, var en kanadensisk professionell ishockeyspelare som tillbringade sju säsonger i den nordamerikanska ishockeyligan National Hockey League (NHL), där han spelade för ishockeyorganisationerna Montreal Canadiens, Toronto Maple Leafs, Washington Capitals och Quebec Nordiques. Han producerade 35 poäng (17 mål och 18 assists) samt drog på sig 997 utvisningsminuter på 244 grundspelsmatcher. Kordic spelade också för Canadiens de Sherbrooke, Newmarket Saints och Cape Breton Oilers i American Hockey League (AHL) och Portland Winter Hawks och Seattle Breakers i Western Hockey League (WHL).
Han draftades i fjärde rundan i 1983 års draft av Montreal Canadiens som 78:e spelaren totalt. Han vann en Stanley Cup med dem för säsong 1985–1986.
Kordic var en beryktad slagskämpe (enforcer) under sin relativa korta spelarkarriär och hade en omtalad rivalitet med Jay Miller, de möttes nio gånger på isen.
Den 8 augusti 1992 drabbades Kordic av en akut drogförgiftning efter att han överdoserat narkotika och anabola steroider på ett hotellrum i L'Ancienne-Lorette, i Québec. Polisen kom till platsen i försök att få honom lugn men Kordic gjorde utfall mot dem och hamnade i handgemäng. Efter att nio poliser lyckades få honom under kontroll och placerade honom i en ambulans, drabbades han av hjärtinfarkt som orsakade att han avled omedelbart av andningssvikt. Han dödförklarades strax efteråt vid 27 års ålder. Efter hans död kom det fram att han levt ett hårt liv med missbruk av alkohol, anabola steroider, kokain och annan narkotika samt ansträngt förhållande till sin familj, arbetsgivare och tränare.
Han var bror till den före detta ishockeyspelaren Dan Kordic, som själv var en slagskämpe i NHL.

## Statistik
| 1981–1982  | Edmonton Pats           | AMHL       | 48  | 23 | 41  | 64  | 178 | —  | — | —  | —  | —   |
| 1982–1983  | Portland Winter Hawks   | WHL        | 72  | 3  | 22  | 25  | 235 | 14 | 1 | 6  | 7  | 30  |
| 1983–1984  | Portland Winter Hawks   | WHL        | 67  | 9  | 50  | 59  | 232 | 14 | 0 | 13 | 13 | 56  |
| 1984–1985  | Portland Winter Hawks   | WHL        | 25  | 6  | 22  | 28  | 73  | —  | — | —  | —  | —   |
|            | Seattle Breakers        | WHL        | 46  | 17 | 36  | 53  | 154 | —  | — | —  | —  | —   |
|            | Canadiens de Sherbrooke | AHL        | 4   | 0  | 0   | 0   | 4   | 4  | 0 | 0  | 0  | 11  |
| 1985–1986  | Montreal Canadiens      | NHL        | 5   | 0  | 1   | 1   | 12  | 18 | 0 | 0  | 0  | 53  |
|            | Canadiens de Sherbrooke | AHL        | 68  | 3  | 14  | 17  | 238 | —  | — | —  | —  | —   |
| 1986–1987  | Montreal Canadiens      | NHL        | 44  | 5  | 3   | 8   | 151 | 11 | 2 | 0  | 2  | 19  |
|            | Canadiens de Sherbrooke | AHL        | 10  | 4  | 4   | 8   | 49  | —  | — | —  | —  | —   |
| 1987–1988  | Montreal Canadiens      | NHL        | 60  | 2  | 6   | 8   | 159 | 7  | 2 | 2  | 4  | 26  |
| 1988–1989  | Montreal Canadiens      | NHL        | 6   | 0  | 0   | 0   | 13  | —  | — | —  | —  | —   |
|            | Toronto Maple Leafs     | NHL        | 46  | 1  | 2   | 3   | 185 | —  | — | —  | —  | —   |
| 1989–1990  | Toronto Maple Leafs     | NHL        | 55  | 9  | 4   | 13  | 252 | 5  | 0 | 1  | 1  | 33  |
| 1990–1991  | Toronto Maple Leafs     | NHL        | 3   | 0  | 0   | 0   | 9   | —  | — | —  | —  | —   |
|            | Newmarket Saints        | AHL        | 8   | 1  | 1   | 2   | 79  | —  | — | —  | —  | —   |
|            | Washington Capitals     | NHL        | 7   | 0  | 0   | 0   | 101 | —  | — | —  | —  | —   |
| 1991–1992  | Quebec Nordiques        | NHL        | 18  | 0  | 2   | 2   | 115 | —  | — | —  | —  | —   |
|            | Cape Breton Oilers      | AHL        | 12  | 2  | 1   | 3   | 141 | 5  | 0 | 1  | 1  | 53  |
| NHL totalt | NHL totalt              | NHL totalt | 244 | 17 | 18  | 35  | 997 | 41 | 4 | 3  | 7  | 131 |
| AHL totalt | AHL totalt              | AHL totalt | 102 | 10 | 20  | 30  | 511 | 9  | 0 | 1  | 1  | 64  |
| WHL totalt | WHL totalt              | WHL totalt | 210 | 35 | 130 | 165 | 694 | 28 | 1 | 19 | 20 | 86  |